# Козоріжок (срібна монета)
«Козорі́жок» — срібна пам'ятна монета номіналом 2 гривні, випущена Національним банком України, присвячена дітям, які народилися під сузір'ям Козерога.
Монету введено в обіг 18 грудня 2015 року. Вона належить до серії «Дитячий Зодіак».

## Опис монети та характеристики
| Номінал грн. | Метал           | Маса, г    | Діаметр, мм | Якість виготовлення       | Гурт    | Тираж, штук |
| ------------ | --------------- | ---------- | ----------- | ------------------------- | ------- | ----------- |
| 2            | срібло (Ag 925) | 7,78 / 8,4 | 26,5        | спеціальний анциркулейтед | гладкий | 10 000      |

### Аверс
На аверсі монети розміщено: угорі малий Державний Герб України, написи: угорі півколом — «НАЦІОНАЛЬНИЙ БАНК УКРАЇНИ», унизу — номінал «ДВІ ГРИВНІ» та стилізовану композицію — на тлі зоряного неба зображення знаків зодіаку, під якими на місяці солодко спить дитина; рік карбування монети «2015» та логотип Монетного двору Національного банку України (праворуч), позначення металу, проби та маси «Ag 925/7,78» (ліворуч).

### Реверс
На реверсі монети зображено стилізовану композицію — ліворуч на матовому тлі символ знака зодіаку Козерога, у центрі — козоріжок, угорі напис — «КОЗОРІЖОК».

## Автори

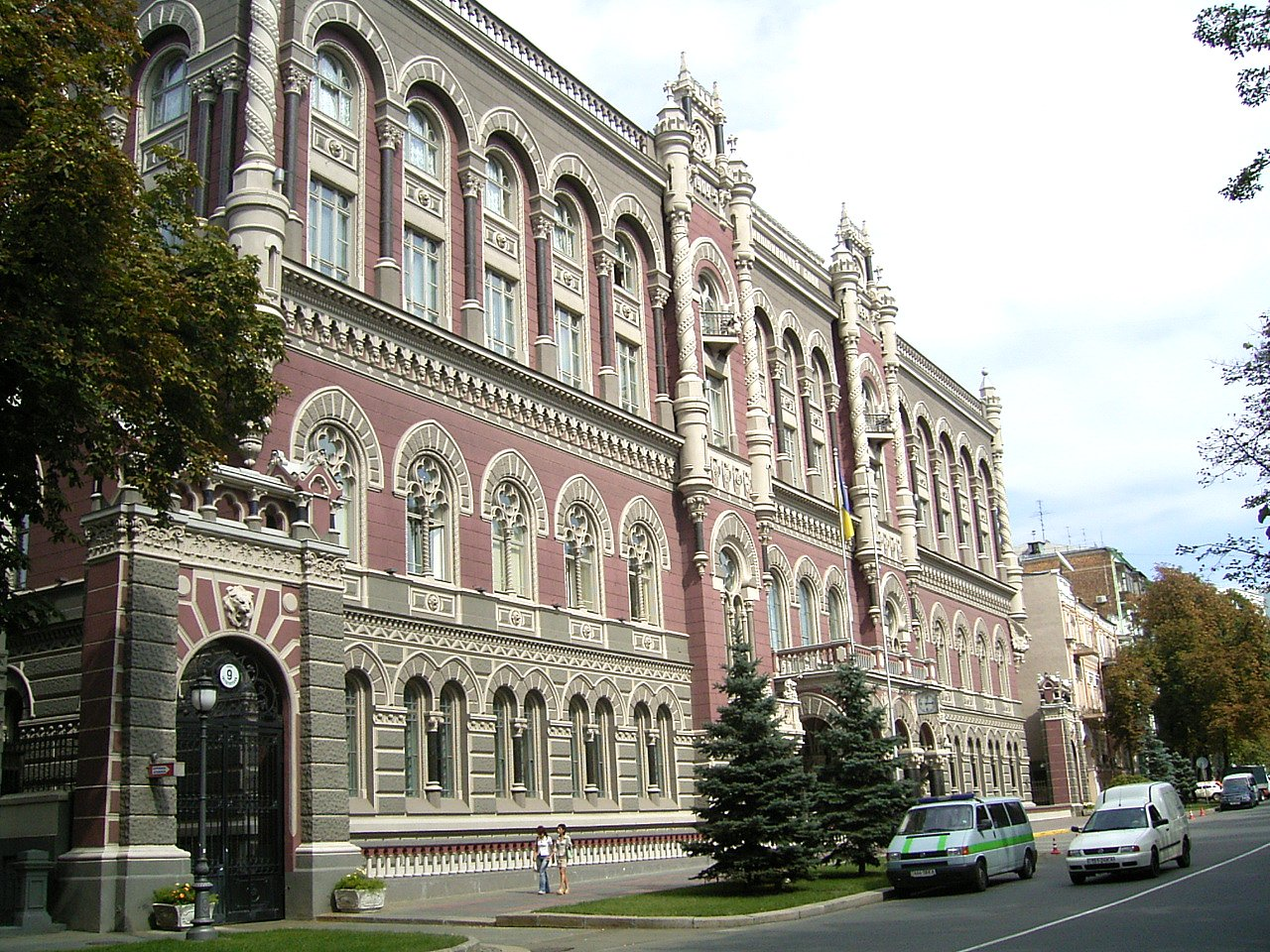
Будівля Національного банку України

- Художник — Фандікова Наталія.
- Скульптори: Іваненко Святослав, Дем'яненко Анатолій.

## Вартість монети
Під час введення монети в обіг у 2015 році, Національний банк України реалізовував монету через свої філії за ціною 206 гривень.
Фактична приблизна вартість монети, з роками змінювалася так:
| Рік        | 2016 | 2017 | 2018 | 2019 | 2020 | 2021 | 2022  | 2023  | 2024  | 2025  |
| ---------- | ---- | ---- | ---- | ---- | ---- | ---- | ----- | ----- | ----- | ----- |
| Ціна, грн. | 260  | 330  | 310  | 280  | 320  | 500  | 1 100 | 1 400 | 1 570 | 2 200 |